# Ochthera guangdongensis
Ochthera guangdongensis är en tvåvingeart som beskrevs av Zhang och Yang 2006. Ochthera guangdongensis ingår i släktet Ochthera och familjen vattenflugor. Inga underarter finns listade i Catalogue of Life.